# St. Vincentiusgebouw

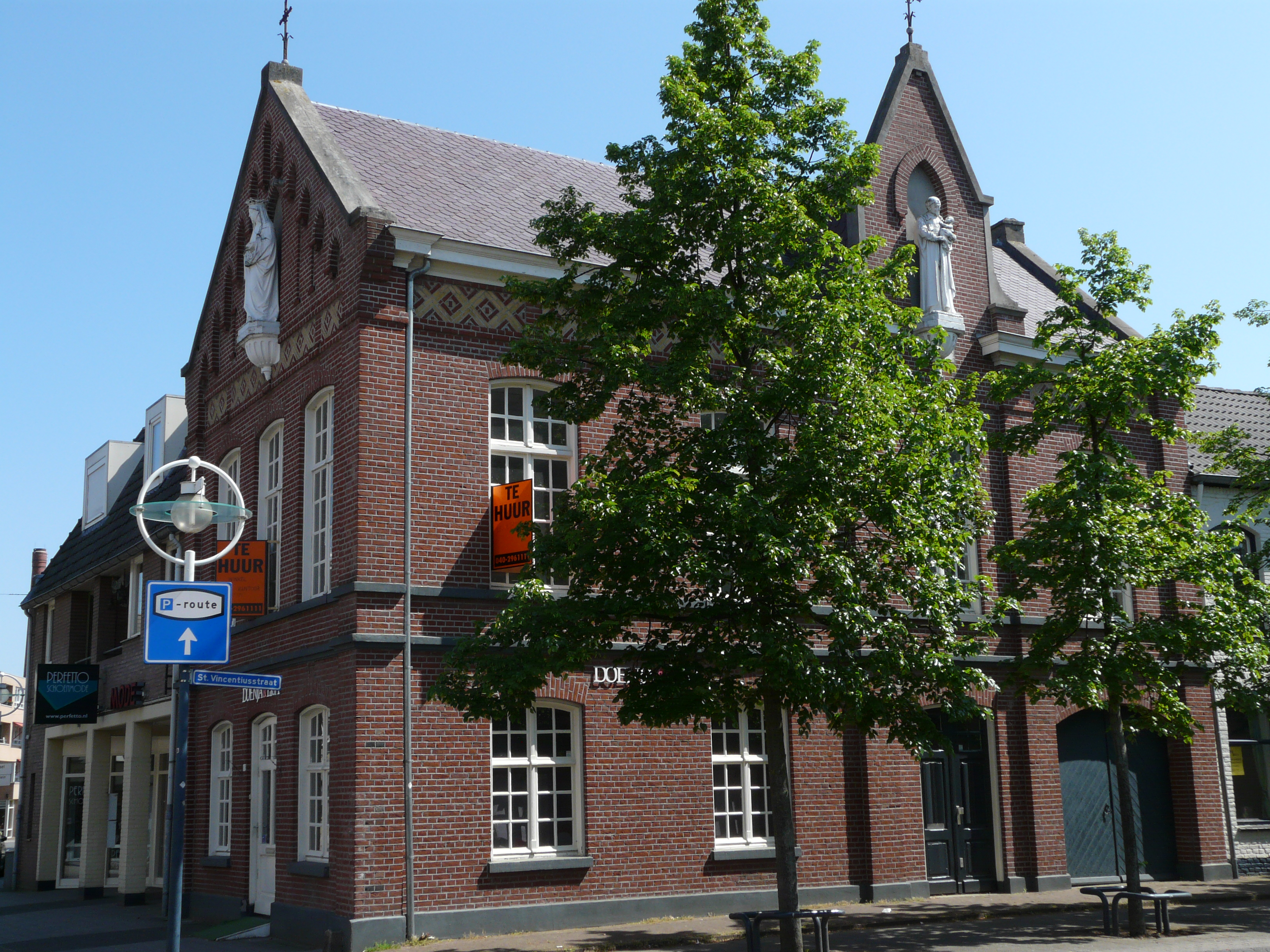

Het Sint Vincentiusgebouw in Geldrop is gelegen aan de Langstraat. Het is een gebouw uit 1899 en staat op de Rijksmonumentenlijst.
Het is een van de nog bestaande, eens zeer talrijke St. Vincentiushuizen, die sinds 1846 door de R.K. Sint-Vincentiusvereniging werden gesticht. Een Vincentiusvereniging was een parochiële instelling genoemd naar de heilige Vincentius van Paolo met als taak de verzorging van de arme medemens. De gevelbeelden zijn na 1899 geplaatst, in de kopgevel de heilige Elisabeth van Hongarije (1901, gemaakt door Jan Custers), in de zijgevel Vincentius.

## Galerij

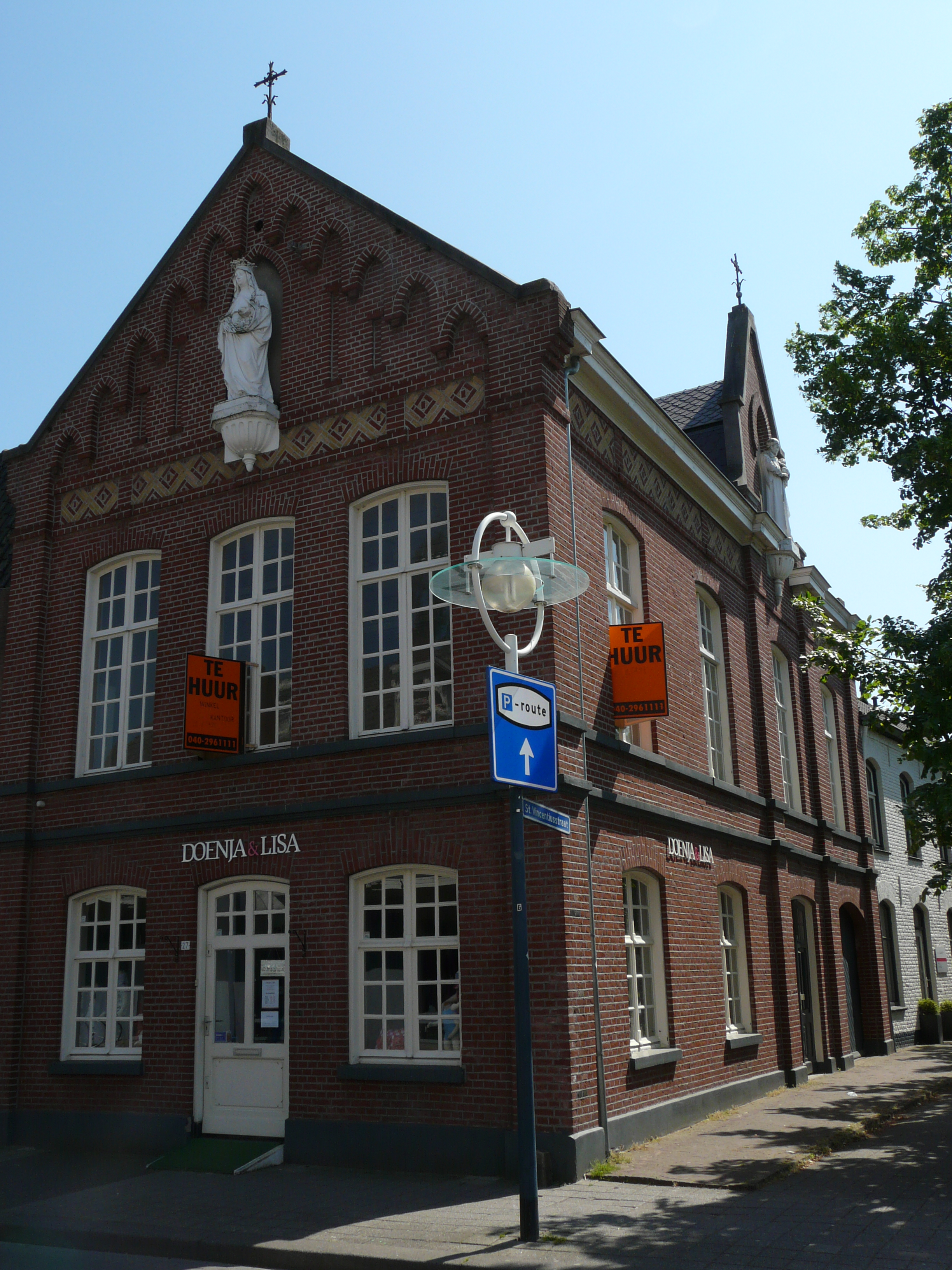
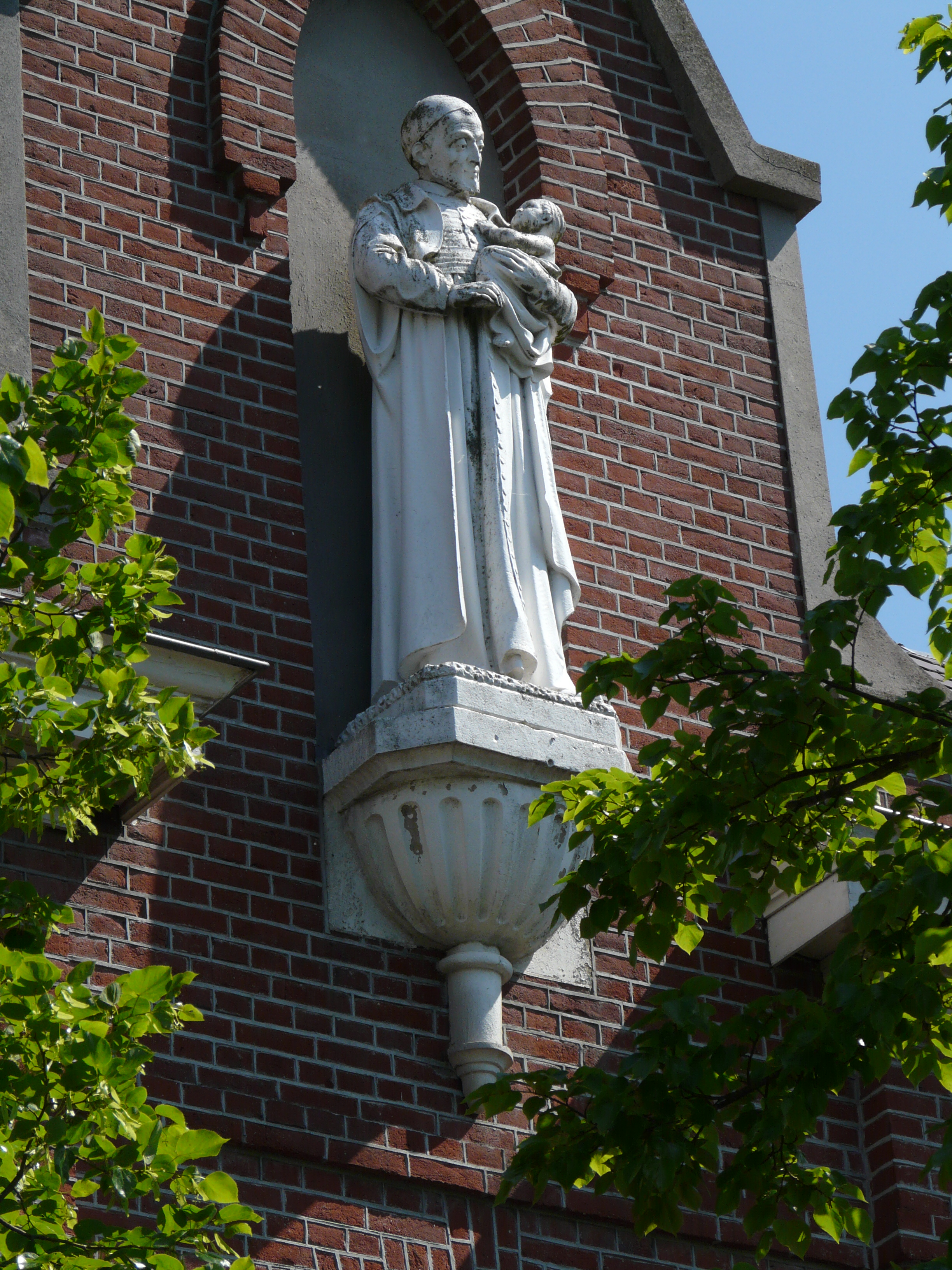
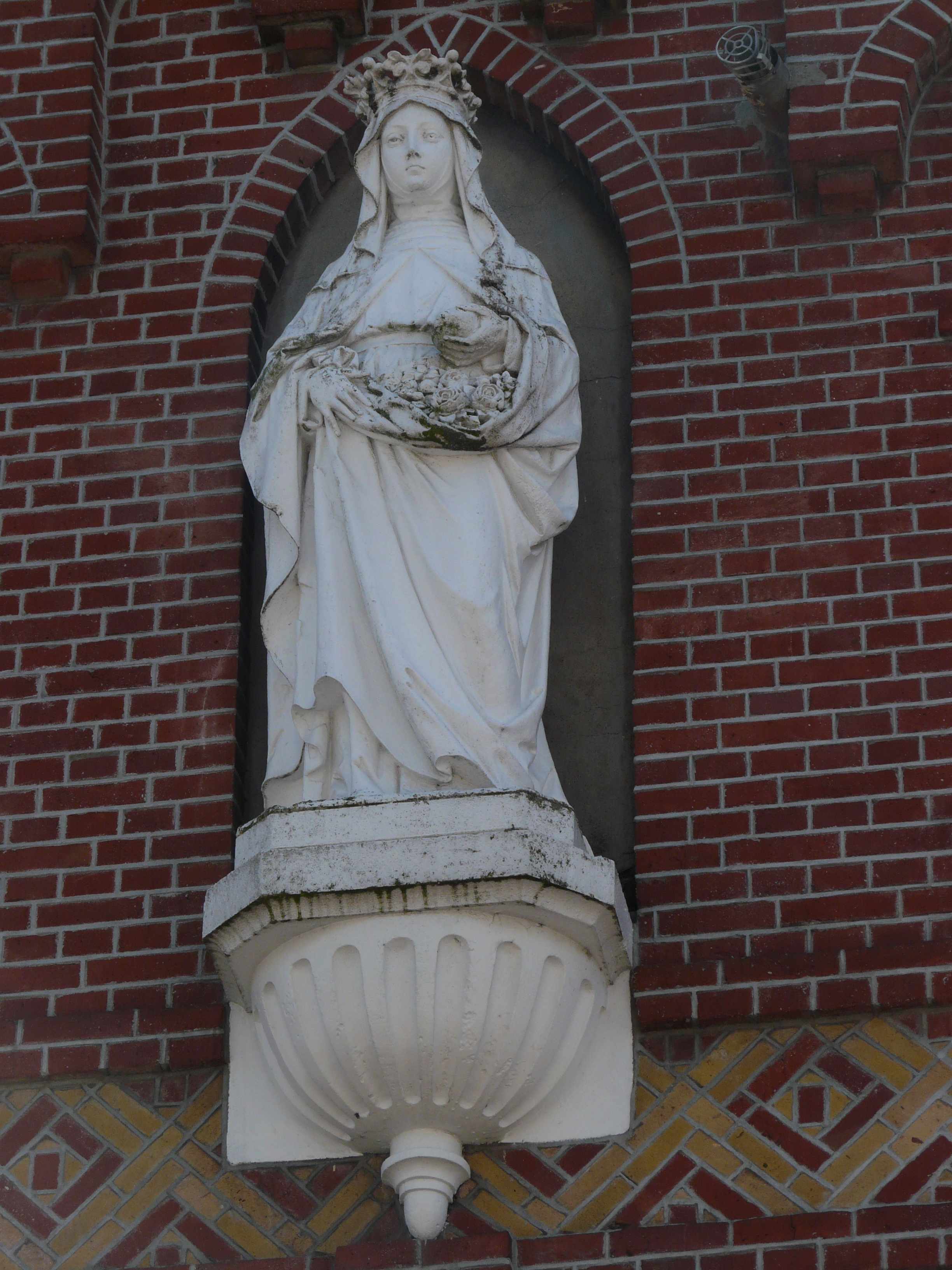